# Maroš Kováč
Maroš Kováč (Košice, 11 d'abril de 1977) és un ciclista eslovac, professional des del 2001 i actualment a l'equip Dukla Banska Bystrica. Va guanyar el Campionat nacional en ruta el 2006.

## Palmarès
- 2009
  -  Campió d'Eslovàquia en contrarellotge per equips
- 2002
  -  Campió d'Eslovàquia en contrarellotge per equips
  - Vencedor d'una etapa a la Volta a Egipte
  - Vencedor d'una etapa a la Volta a Turquia
- 2003
  - Vencedor d'una etapa a la Volta a Egipte
  - Vencedor d'una etapa al Tour del Mar de la Xina Meridional
- 2004
  - 1r a la Volta a Egipte i vencedor de 4 etapes
- 2005
  - Vencedor d'una etapa a la Volta a Egipte
  - Vencedor d'una etapa al Gran Premi ciclista de Gemenc
  - Vencedor d'una etapa a la Volta a Eslovàquia
- 2006
  -  Campió d'Eslovàquia en ruta
  - Vencedor d'una etapa a la Volta a Sèrbia
  - Vencedor d'una etapa a la Volta al Marroc
- 2007
  - Vencedor de 2 etapes a la Volta a Egipte
  - Vencedor d'una etapa a la Volta a Turquia
  - Vencedor d'una etapa a la Volta a Eslovàquia
- 2008
  - Vencedor d'una etapa al UAE International Emirates Post Tour
- 2009
  -  Campió d'Eslovàquia en muntanya
- 2010
  -  Campió d'Eslovàquia en muntanya
  - Vencedor d'una etapa al The Paths of King Nikola
- 2011
  - 1r a la Challenge Khouribga
- 2012
  - 1r al Tour Bohemia
  - Vencedor d'una etapa al Czech Cycling Tour
- 2013
  - Vencedor d'una etapa al Sibiu Cycling Tour
- 2014
  - Vencedor d'una etapa a la Volta a Eslovàquia
- 2015
  - 1r al Gran Premi ciclista de Gemenc i vencedor d'una etapa
  - Vencedor d'una etapa a la Volta a Eslovàquia
  - Vencedor d'una etapa a la Volta a Hongria